# Lamellodynerus nigrofulvus
Lamellodynerus nigrofulvus är en stekelart som beskrevs av Gusenleitner 1999. Lamellodynerus nigrofulvus ingår i släktet Lamellodynerus och familjen Eumenidae. Inga underarter finns listade i Catalogue of Life.